# Entente cordiale

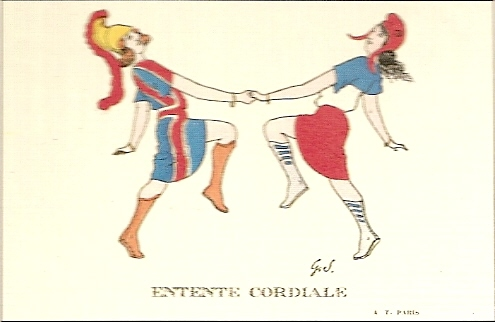
Personifikacja porozumienia Wielkiej Brytanii (Brytania, po lewej) i Francji (Marianne, po prawej), kartka pocztowa z 1904

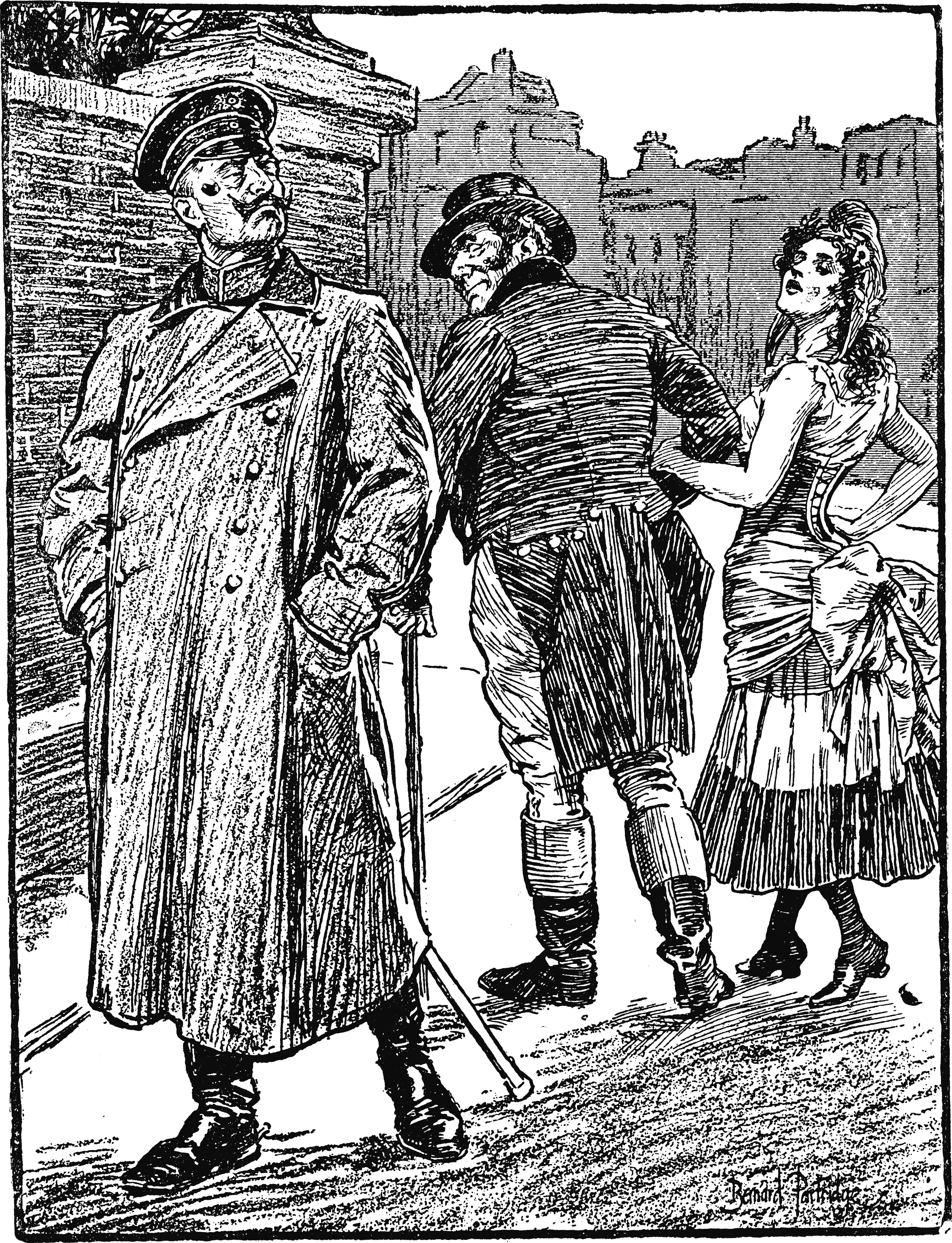
Karykatura z 1904 r. John Bull sparowany z uwodzicielską Marianną patrzy podejrzliwe na cesarza II Rzeszy

Entente cordiale (fr. serdeczne porozumienie z łac. intentio ‘natężenie, napięcie, usiłowanie’ i cordialis ‘serdeczny’, od cor dpn. cordis 'serce') – nazwa układu pomiędzy Francją i Wielką Brytanią, zawartego 8 kwietnia 1904. Sygnatariuszami byli minister spraw zagranicznych Wielkiej Brytanii Henry Petty-Fitzmaurice i ambasador Francji w Londynie Pierre Paul Cambon.
Poprzez zawarcie tego porozumienia rządy obydwu krajów doprowadziły do załagodzenia dotychczas istniejących sporów i umożliwiły sformowanie sojuszu przeciwko Niemcom. Traktat ten, w połączeniu z wcześniejszą umową francusko-rosyjską z 1892 i późniejszym porozumieniem rosyjsko-angielskim z 1907 r., był podstawą Trójporozumienia.
Na mocy porozumienia Francja i Wielka Brytania zakończyły odwieczne spory kolonialne. Jednym z najważniejszych postanowień entente cordiale było pozostawienie wolnej ręki wpływom angielskim w Egipcie i wpływom francuskim w Maroku. Oprócz tego doprecyzowano granice pomiędzy koloniami obu państw w Afryce (m.in. w Gwinei, Nigerii) oraz strefy wpływów w Azji (Syjam i Birma). Porozumienie nie zobowiązywało Wielkiej Brytanii do przystąpienia do wojny po stronie Francji. Narastające napięcie międzynarodowe skłoniło obie strony do zacieśnienia współpracy.
Podczas drugiego kryzysu marokańskiego szef francuskiego Sztabu Generalnego Auguste Dubail i dyrektor wydziału operacji wojskowych w War Office Henry Wilson uzgodnili plany współdziałania w razie wojny. Memorandum podpisane w Paryżu 20 lipca 1911 zaznaczało, iż rozmowy, pozbawione urzędowego charakteru, nie mogą w żaden sposób wiązać żadnego z Rządów, miały jedynie na celu zbadanie pewnych podstawowych zagadnień oraz zapewnienie niezbędnych środków przygotowawczych. 22 i 23 listopada 1912 brytyjski minister spraw zagranicznych Edward Grey i ambasador francuski w Londynie Pierre Paul Cambon wymienili pisemne oświadczenia, iż jeśli któryś z Rządów miałby poważny powód, by oczekiwać niesprowokowanej napaści ze strony trzeciego mocarstwa lub czegoś, co zagrażałoby powszechnemu pokojowi, powinien natychmiast omówić współdziałanie z drugim, zaś plany Sztabów Generalnych byłyby od razu wzięte pod uwagę.
Po zakończeniu wojny porozumienie próbowano odnowić i zacieśnić. W trakcie rozmów o zawarciu anglo-francuskiego sojuszu w styczniu 1922 r. strona francuska nalegała na rozszerzenie casus foederis na groźbę wojny bądź zgromadzenie wojsk niemieckich na granicy Francji, co strona brytyjska uznała za zobowiązanie zbyt daleko idące.
Jako odnowienie porozumienia z 1904 pomyślany był Traktat z Dunkierki w 1947 r.